# Free jazz
Về album của Ornette Coleman, xem Free Jazz: A Collective Improvisation.
Free jazz là một phong cách nhạc jazz phát triển và hình thành vào thập niên 1950 và 1960. Mặc dù âm nhạc của mỗi các soạn nhạc free jazz rất khác nhau, các nhạc sĩ thường tìm cách thay thế, mở rộng, và phá vỡ những quy luật của jazz, thường bằng cách thay đổi hợp âm hoặc nhịp độ. Dù thường được xem là một dạng nhạc avant-garde, free jazz cũng được mô tả là một thể loại tìm cách đưa jazz trở về cái gốc nguyên mẫu và nhấn mạnh vào ứng tác tập thể.
Free jazz chỉ có thể được định nghĩa một cách lỏng lẻo, và đây chưa bao giờ thực sự là một thể loại riêng biệt. Nhiều nhạc sĩ free jazz, đáng chú ý là Pharoah Sanders và John Coltrane, dùng kiểu thổi hơi mạnh hay các kỹ thuật khác để tạo nên những âm thanh khác thường từ nhạc cụ, họ còn lấy cảm hứng từ Dixieland jazz, và âm nhạc châu Phi.
Free jazz liên quan chặt chẽ đến nghệ sĩ thập niên 1950 như Ornette Coleman, Cecil Taylor và những nhạc phẩm thời kỳ sau của John Coltrane. Những nghệ sĩ tiên phong và/hoặc có ảnh hưởng quan trọng khác là Charles Mingus, Eric Dolphy, Albert Ayler, Archie Shepp, Joe Maneri và Sun Ra. Keith Johnson của AllMusic mô tả đây là một thể loại "Sáng tạo Hiện đại", trong đó "các nhạc sĩ chơi nhạc tự do theo cách thức được cấu trúc -- hoặc là chơi bất cứ thứ gì."

## Trên thế giới
Ngoài Bắc Mỹ, giới free jazz còn phát triển ở châu Âu và Bắc Mỹ. Các nhạc công saxophone Joe Harriott, Peter Brötzmann, Evan Parker, nhạc công trombone Conny Bauer, tay guitar Derek Bailey, tay piano Fred Van Hove, Misha Mengelberg, tay trống Han Bennink, nhạc công bass clarinet và saxophone Willem Breuker, là những người trình diễn free jazz châu Âu được biết đến nhiều nhất. Free jazz châu Âu có thể xem là sự tiếp cận gần hơn với free improvisation, và cách xa jazz truyền thống hơn. 

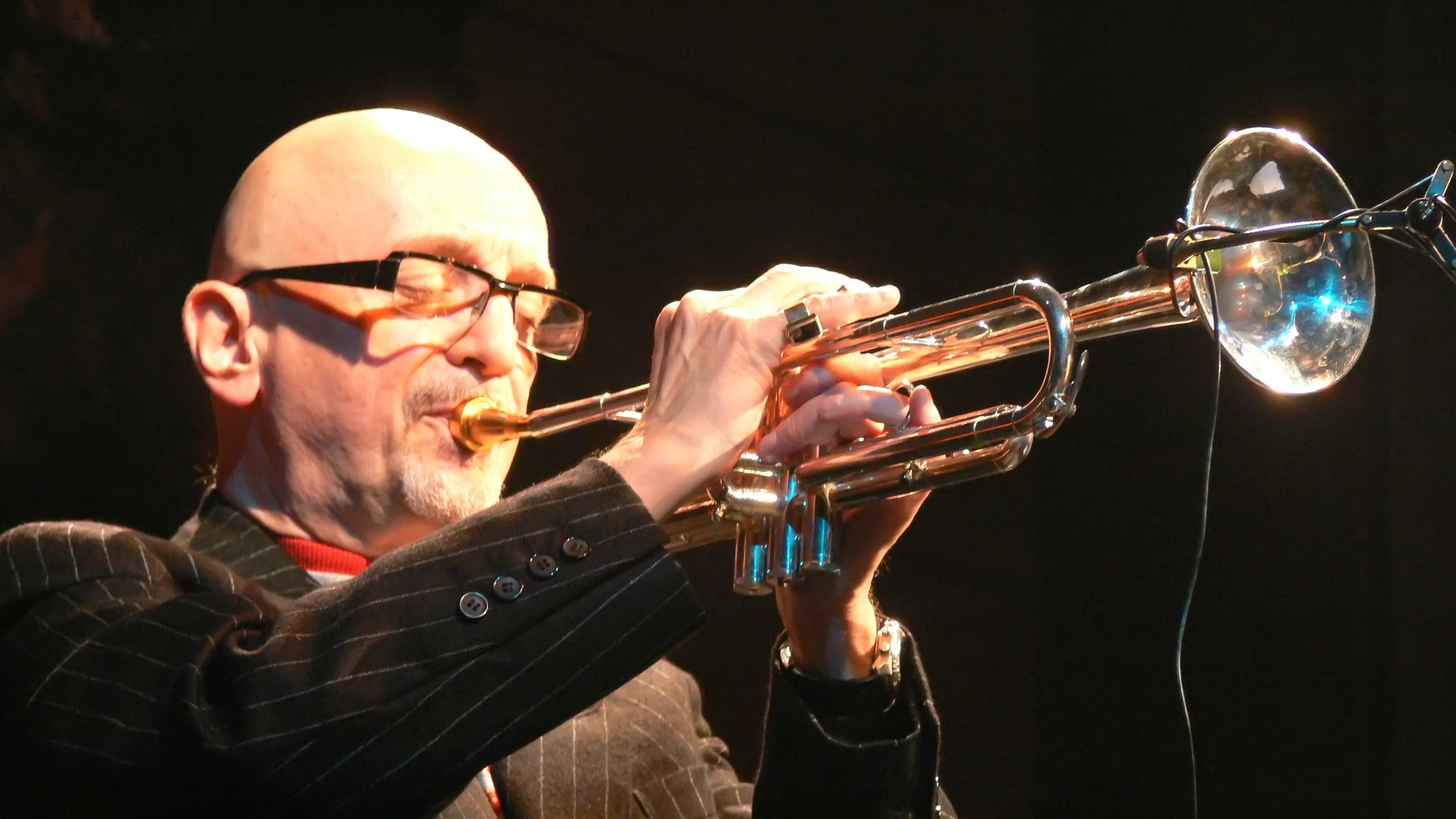
Tomasz Stanko

Tay guitar Masayuki Takayanagi và nhạc công saxophone Kaoru Abe, cùng các nhạc sĩ Nhật Bản khác, có một hướng đi khác cho free jazz, đưa nó tới gần noise hơn. Vài nghệ sĩ jazz thế giới tới Mỹ và trở nên thiên về free jazz, như Ivo Perelman từ Brazil và Gato Barbieri từ Argentina (ảnh hưởng của phong cách này rõ rệt hơn trong các tác phẩm đầu tiên của Barbieri).

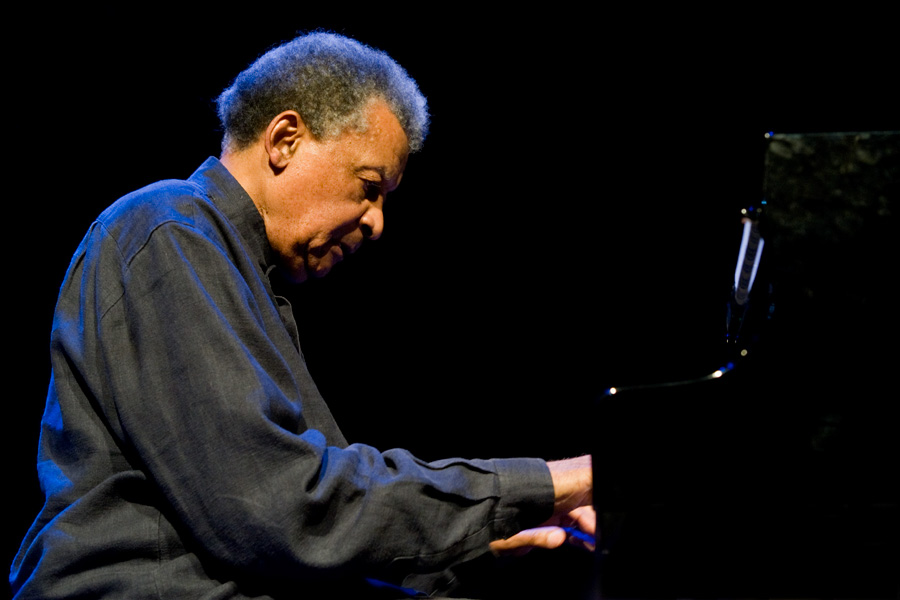
Dollar Brand